# جائزة النمسا الكبرى 2002
جائزة النمسا الكبرى 2002 (بالإنجليزية: 2002 Austrian Grand Prix)‏ هو سباق فورمولا 1 أقيم بتاريخ 12 مايو 2002 في ستيفن سبيلبرغ، النمسا. كان السادس من أصل 17 في بطولة العالم لسباقات الفورمولا واحد موسم 2002. حلّ الألماني مايكل شوماخر أولا بينما جاء البرازيلي روبنز باركيلو في المركز الثاني وحصل على المركز الثالث الكولومبي خوان بابلو مونتويا.